# 三氧化二砷
三氧化二砷（學名：Arsenic trioxide），俗稱砒霜、白砒、鹤顶红，分子式为As
2O
3。是一种化学工业品，主要用于制造木材防腐剂、农药和玻璃。此外，三氧化二砷还可以用于治疗急性早幼粒细胞白血病，并通过靜脈注射的方式给药。
人类在服用三氧化二砷之后出现的常见副作用包括呕吐、腹泻、肿胀、呼吸急促和头痛。严重的副作用可能包括维甲酸综合征和各种心脏问题。孕妇在怀孕或哺乳期间服用三氧化二砷可能会对婴儿造成伤害，且其治疗癌症的机制尚不完全明确。
三氧化二砷于2000年获得美国医疗使用批准，并被列入世界卫生组织基本药物标准清单。全球每年大约生产50,000吨三氧化二砷。由于三氧化二砷的毒性，许多国家均对其的生产和销售制定了相关规定。

## 化學特性
三氧化二砷是兩性氧化物，但酸性超过碱性。溶于鹼性溶液會產生亞砷酸鹽；較難溶于酸，但又會溶于浓鹽酸，生成三氯化砷。
As2O3 +  6 HCl  →  2 AsCl3  + 3 H2O
三氧化二砷會和氧化劑（例如臭氧、過氧化氫及硝酸）起化学反应生成五氧化二砷（As2O5）。甚可以還原為砷，也可以还原生成氢化砷（AsH3）。

## 製備
三氧化二砷一般可以用兩種方法製備：氧化三硫化二砷或水解三氯化砷：
{\displaystyle {\rm {2As_{2}S_{3}+9O_{2}{=\!=\!=\!=}2As_{2}O_{3}+6SO_{2}}}}
{\displaystyle {\rm {2AsCl_{3}+3H_{2}O{=\!=\!=\!=}As_{2}O_{3}+6HCl}}}

## 分子結構
為四面體分子，在α-型、液態或氣態，是As4O6。

## 毒物學
古時候常以砒霜作毒藥，但由於技術上的限制，砒霜中常因混有大量的硫或硫化物而呈红色，故又称“鹤顶红”。銀易與硫產生化學作用生成黑色的硫化銀，因此常被用來試毒。但事實上，銀不過是檢驗出砒霜中的硫，而如今技術進步，已经可以制造出不含硫的纯三氧化二砷，因此銀也無法準確檢驗砒霜。
三氧化二砷极易被呼吸系統、消化系統及皮膚吸收。縱然是吸入它的粉末或氣體，還是皮膚接觸到它，已可以知道它的毒性。可通過甲基化二甲胂酸及排尿先消除一些半衰期為一至二日的砷，但仍有相當的份量（在重複接觸時為30–40%）會併入骨、肌肉、頭髮、指甲及所有含有豐富角質素的組織中，需超過一個月才能消除。
通過攝食會發生急性砷中毒，第一症狀是出現消化系統問題：嘔吐、腹部疼痛及帶血的腹瀉。不致命的劑量也可使人痙攣、心臟血管產生問題、肝臟及腎臟發炎及血液不尋常凝結，跟隨着的是指甲上出現白線及脫髮等症狀。攝取低劑量也可出現肝臟和腎臟的問題，以及使皮膚色素轉變。
吸入或接觸三氧化二砷，也是急性砷中毒的原因。急性砷中毒的第一症狀是呼吸道或皮膚受到嚴重刺激，其後便是長期的神經問題。即使三氧化二砷溶液已稀釋，若觸及眼睛，仍非常危險。
发生急性三氧化二砷中毒时，应当立即服用新制的氢氧化亚铁悬浮液（将氧化镁加入到硫酸亚铁溶液中强烈摇动制得）来解毒，并立即送医院救治。此法依据为三氧化二砷会转化为低毒性的亚砷酸亚铁沉淀并排出体外。
以下的人較易患上砷中毒：經常接觸三氧化二砷的工人（例如在金屬煉製廠中工作）、經常飲用含有大量砷的水（0.3–0.4 ppm）的居民，以及長期服用砷基藥物的病人。
三氧化二砷被視為人類的致癌物質。在美國、日本和瑞典，一個研究指出鑄銅廠的工人比普通群眾患肺癌的機會率高出六至十倍。無論是通過飲用的食水還是作醫療用途的藥物，長期攝食三氧化二砷都可導致皮膚癌。同一研究指出若女性於工作時需接觸三氧化二砷或與鑄銅廠是比鄰，會產生生殖問題，例如：高流產率、剛出生的嬰孩比較輕、先天畸形等。但同時也會被用來治療急性早幼粒细胞白血病。
曾有網路謠言指稱，蝦類海產與維生素C經混食後，會於體內自行合成砒霜而致人於死。但經計算，若要在體內合成足以造成急性中毒的劑量，所食用之蝦類海產與維生素C均須遠逾常人腸胃容量（以日摄入上限60.0mg计算，虾类海产摄入47.9Kg方可引起危险），故在实际上極不可能。最壞的結果是因慢性中毒而造成肝腫大，但其嚴重程度遠小於養殖海產體內的過量抗生素所造成的問題。
在歐盟的「關於化學品註冊、評估、許可和限制法案」（REACH）中，已將三氧化二砷列為高度關注物質(SVHC)。

## 用途

### 药劑
1. 製备砷基殺蟲劑的原料，包括亞砷酸鈉、砷酸鈉及二甲胂酸鈉。
2. 制备农药、杀鼠剂等。
3. 製备配藥學及獸醫學的產品，例如新砷凡納明。

### 工業用途
1. 搪瓷及玻璃的脫色劑，也能使玻璃、陶瓷产品更透明光滑。
2. 木的防腐劑。
3. 在冶金學中，它用于阻止氫的再結合。
4. 製备元素形式的砷、砷合金及砷化合物半導體的原料。

製备元素形式的砷的方程式如下：
{\displaystyle {\rm {As_{2}O_{3}+6H_{2}{=\!=\!=\!=}2AsH_{3}+3H_{2}O}}}
{\displaystyle {\rm {2AsH_{3}{=\!=\!=\!=}2As+3H_{2}}}}

### 醫學用途
用作抵抗性急性前骨髓性白血病(APML)的化學療法。這種藥名為Trisenox®，成份為三氧化二砷，是一次性的針劑；每劑容量為10毫克，稀釋後作靜脈注射。也可用于治療一些對其他藥物治療無反應的白血病患者。
製藥廠Cephalon把三氧化二砷命名為 Trisenox® 並售賣之。這种藥用作化療藥物醫治對一線藥物沒有反應的原發性作用。有人猜想三硫化二砷能引誘癌細胞自毀。因為砷有毒性，所以用此藥的風險非常高。
三氧化二砷也应用在中医和现代医学，也称为“白砷”，可以经呼吸道、皮肤及消化道吸收。用以治疗对全反式维甲酸和蒽环霉素化疗无反应或复发的急性早幼粒细胞白血病。微量时可治療皮膚症或改進血液，但0.06克是危險劑量，0.125-0.25克的三氧化二砷已足以致人於死地。
2010年，香港大學醫學院發現，若劑量適當，砒霜的潛在毒性會解除，尤其是對心臟的副作用會大大減低，並成功把砒霜研發成為處方的口服藥物，包括淋巴癌和多發性骨髓瘤。
牙科方面，极小剂量的三氧化二砷可用于杀死龋齿内的牙神经。
1996年，Science雜誌稱“這是繼全反式維甲酸之後，又一個令人感到震撼的發現”。1999年，美國FDA批准As2O3治療複發性和難治性急性早幼粒細胞白血病（APL）、多發性骨髓瘤（MM）、（MDS）。2002年，Asadin獲得臺灣衛生署核准上市。

### 引用
1. 1 2  . www.taiwan-pharma.org.tw.   [2025-02-25].
2. ↑  Sun H. . John Wiley & Sons. 2010: 295  [2023-03-18]. ISBN 9780470976227. （原始内容存档于2023-04-14）.
3. ↑  Landner L. . Springer Science & Business Media. 2012: 259  [2023-03-18]. ISBN 9783642613340. （原始内容存档于2023-04-14）.
4. ↑  . DailyMed. 2022-06-30  [2024-02-03]. （原始内容存档于2024-02-03）.
5. ↑  . European Medicines Agency. 2010-08-10  [2024-02-03]. （原始内容存档于2023-08-16）.
6. 1 2 3 4 5  . Drugs.com.   [2019-11-15]. （原始内容存档于2019-11-15）.
7. ↑   76. Pharmaceutical Press. 2018: 907. ISBN 9780857113382.
8. ↑  . Drugs.com.   [2019-11-16]. （原始内容存档于2019-11-15）.
9. ↑  World Health Organization. . Geneva: World Health Organization. 2023. hdl:10665/371090 . WHO/MHP/HPS/EML/2023.02.
10. ↑  , , Weinheim: Wiley-VCH, 2005, doi:10.1002/14356007.a03_113.pub2
11. ↑   (PDF). United Nations Publications. 2009: 24. ISBN 9789211302196.
12. ↑   北京师范大学无机化学教研室等编. 无机化学 第四版 下册. 北京：高等教育出版社,2003
13. ↑  . NOWnews 今日新聞網. 網路追追追.   [2021-02-10]. （原始内容存档于2015-04-28）.
14. ↑  . ECHA Website.   [2020-11-01]. （原始内容存档于2011-11-18）.
15. ↑  . The University of Hong Kong - Knowledge Exchange.   [2020-11-01]. （原始内容存档于2013-03-10）.
16. ↑  Mervis, Jeffrey. . Science. 1996-08-02, 273 (5275): 578. ISSN 0036-8075. doi:10.1126/science.273.5275.578 （英语）.
17. ↑  曹榮月、錢之玉、劉景晶：治療白血病的“另類”奇葩—小劑量砒霜治療APL。中國處方藥2003; 6: 72–73.

## 外部連結
- Case Studies in Environmental Medicine: Arsenic Toxicity 環境醫學個案研習：砷的毒性（页面存档备份，存于）
- IARC Monograph – Arsenic and Arsenic Compounds IARC 專業論文——砷及砷化合物
- International Chemical Safety Card 0378 國際化學品安全策略 0378（页面存档备份，存于）
- NIOSH Pocket Guide to Chemical Hazards NIOSH 對化學危險物的小型指導（页面存档备份，存于）
- NTP Report on Carcinogens – Inorganic Arsenic Compounds 致癌物報告——無機砷化物
- Use of Arsenic Trioxide in Multiple Myeloma Treatment 多種骨髓瘤治療中用三氧化二砷
- The use of Arsenic trioxide in medicine 三氧化二砷的醫療用途（页面存档备份，存于）
- 砒霜 Pi Shuang（页面存档备份，存于） 中藥標本數據庫 (香港浸會大學中醫藥學院) （繁體中文）（英文）